# Forte da Redinha
O Forte da Redinha localizava-se na margem esquerda da foz do rio Potenji, atual praia da Redinha, no município de Natal, estado brasileiro do Rio Grande do Norte.

## História
No contexto da Guerra Peninsular na Europa, pelo Aviso de 7 de Outubro de 1807 a Coroa Portuguesa solicitou ao Governador da Capitania do Rio Grande do Norte, Tenente-coronel José Francisco de Paula Cavalcanti de Albuquerque, informações do que convinha fazer para a defesa daquela Capitania. A resposta, em um detalhado Memorial ("Memória relativa à defesa da Capitania do Rio Grande do Norte (…), pelo seu Governador Francisco José de Paula Cavalcanti de Albuquerque", datada de 30 de Maio de 1808), converteu-se em diversas fortificações ligeiras, erguidas no ano seguinte (1808), concomitantes com a chegada da Família Real Portuguesa ao Brasil.
Nesse memorial encontra-se referido este forte:
"Segundo, fazer-se outra fortaleza na margem do rio [Potenji], no lugar denominado Redinha, que cruzando com a da barra Fortaleza da Barra do Rio Grande ou dos Reis Magos, na margem direita] defenda a entrada dela; e pela mesma razão acima [falta de recursos financeiros] mandou o mesmo governador construir outro igual forte [ao da Forte da Ponta Negra] da mesma maneira [de faxina revestido de pedras, para nele laborarem 4 peças de grosso calibre]." (op. cit., p. 246)
Como as demais fortificações erguidas na região à época, acredita-se que também esta tenha tido existência efêmera.